# Loco (rappeur)
Pour les articles homonymes, voir Loco.
Kwon Hyeok-woo (hangeul: 권혁우; né le 25 décembre 1989), mieux connu sous son nom de scène Loco (hangeul: 로코), est un rappeur sud-coréen signé sous le label AOMG. Il a remporté la première saison de la compétition de rap diffusée sur Mnet Show Me the Money en 2012,,.

## Discographie

### Extended plays
| Titre                                            | Détails sur l'album                                                  | Meilleure position | Ventes |
| Titre                                            | Détails sur l'album                                                  | COR                | Ventes |
| ------------------------------------------------ | -------------------------------------------------------------------- | ------------------ | ------ |
| Locomotive                                       | - Date de sortie: 28 novembre 2014 - Label: AOMG, LOEN Entertainment | 12                 | NC     |
| "—" signifie que le morceau ne s'est pas classé. |                                                                      |                    |        |

### Singles
| Titre                                                        | Année | Meilleure position | Ventes         | Album            |
| Titre                                                        | Année | COR                | Ventes         | Album            |
| ------------------------------------------------------------ | ----- | ------------------ | -------------- | ---------------- |
| "See the Light" (featuring Gray)                             | 2012  | —                  | NC             | non-album single |
| "No More" (featuring Crush)                                  | 2012  | —                  | NC             | non-album single |
| "Take Care" (featuring Park Narae)                           | 2013  | —                  | NC             | non-album single |
| "Hold Me Tight" (featuring Crush)                            | 2014  | 4                  | - COR: 926,128 | Locomotive       |
| "Respect" (featuring Gray & DJ Pumkin)                       | 2015  | 33                 | - COR: 251,835 | non-album single |
| "Awesome" (featuring Jay Park & Gray)                        | 2015  | 17                 | - COR: 189,342 | non-album single |
| "You Too" (featuring Cha Cha Malone)                         | 2016  | 5                  | - COR: 442,275 | non-album single |
| "Good" (avec Gray, featuring ELO)                            | 2016  | —                  | - COR: 358,675 | non-album single |
| "Can't Help Myself" (with Eric Nam)                          | 2016  | 20                 | - COR: 250,063 | non-album single |
| "Double Dip" (Far East Movement featuring Soulja Boy & Loco) | 2016  | —                  | NC             | Identity         |
| "Still" (featuring Crush)                                    | 2016  | 6                  | - COR: 291,499 | non-album single |
| "—" signifie que le morceau ne s'est pas classé.             |       |                    |                |                  |

### Bandes-son
| Titre                                            | Année | Meilleure position | Ventes           | Album                               |
| Titre                                            | Année | COR                | Ventes           | Album                               |
| ------------------------------------------------ | ----- | ------------------ | ---------------- | ----------------------------------- |
| "The Virus" (avec Havy T)                        | 2013  | —                  | NC               | The Virus OST                       |
| "This Song" (avec Mamamoo)                       | 2014  | 65                 | NC               | My Lovely Girl OST                  |
| "Spring Is Gone by Chance" (avec Yuju)           | 2015  | 5                  | - COR: 1,241,346 | The Girl Who Sees Smells OST        |
| "Say Yes" (avec Punch)                           | 2016  | 15                 | - COR: 274,375   | Moon Lovers: Scarlet Heart Ryeo OST |
| "—" signifie que le morceau ne s'est pas classé. |       |                    |                  |                                     |

## Filmographie

### Télévision
| Année | Programme            | Chaîne | Rôle     | Notes                     |
| ----- | -------------------- | ------ | -------- | ------------------------- |
| 2012  | Show Me the Money    | Mnet   | Lui-même | Gagnant                   |
| 2015  | Show Me the Money 4  | Mnet   | Lui-même | Producteur avec Jay Park  |
| 2016  | Happy Together       | KBS    | Lui-même | Épisode 462               |
| 2021  | High School Rapper 4 | Mnet   | Lui-même | Mentor avec Simon Dominic |

## Récompenses et nominations

### MelOn Music Awards
| Année | Catégorie    | Travail nommé                             | Résultat |
| ----- | ------------ | ----------------------------------------- | -------- |
| 2015  | Meilleur OST | "Spring Is Gone by Chance" de Yuju & Loco | Lauréat  |